# Каспраль
Каспраль (пол. Kaspral) — село в Польщі, у гміні Пйотркув-Куявський Радзейовського повіту Куявсько-Поморського воєводства.
Населення — 150 осіб (2011).
У 1975-1998 роках село належало до Влоцлавського воєводства.

## Демографія
Демографічна структура станом на 31 березня 2011 року:
|          | Загалом | Допрацездатний вік | Працездатний вік | Постпрацездатний вік |
| -------- | ------- | ------------------ | ---------------- | -------------------- |
| Чоловіки | 78      | 9                  | 58               | 11                   |
| Жінки    | 72      | 9                  | 39               | 24                   |
| Разом    | 150     | 18                 | 97               | 35                   |